# Aardmuis
De aardmuis (Microtus agrestis) is een relatief klein knaagdier uit de onderfamilie der woelmuizen met een ruige, grijsbruine vacht, compact lichaam, stompe ovale kop met donkere oogjes en korte ronde oren die nauwelijks uit de vacht steken, en een korte, tweekleurige, vrij stijve staart. De aardmuis wordt gemakkelijk verward met de veldmuis, oostelijke veldmuis en noordse woelmuis, en de jongen van deze soorten zijn uiterlijk niet van elkaar te onderscheiden. De grootte en kleur is verschillend afhankelijk van de plaats. Het is een algemene soort in heel Europa ten noorden van de Pyreneeën en noordelijk Azië tot aan de Grote Oceaan en de Noordelijke IJszee, en komt voor van zeeniveau tot ruim 2 km hoogte. De aardmuis geeft de voorkeur aan natte weidegebieden, rivieroevers en bossen met dichte kruidachtige ondergroei en eet voornamelijk grassen en andere planten. De aardmuis wordt beschouwd als een van de vroegste aftakkingen van het geslacht Microtus in Europa.

## Beschrijving

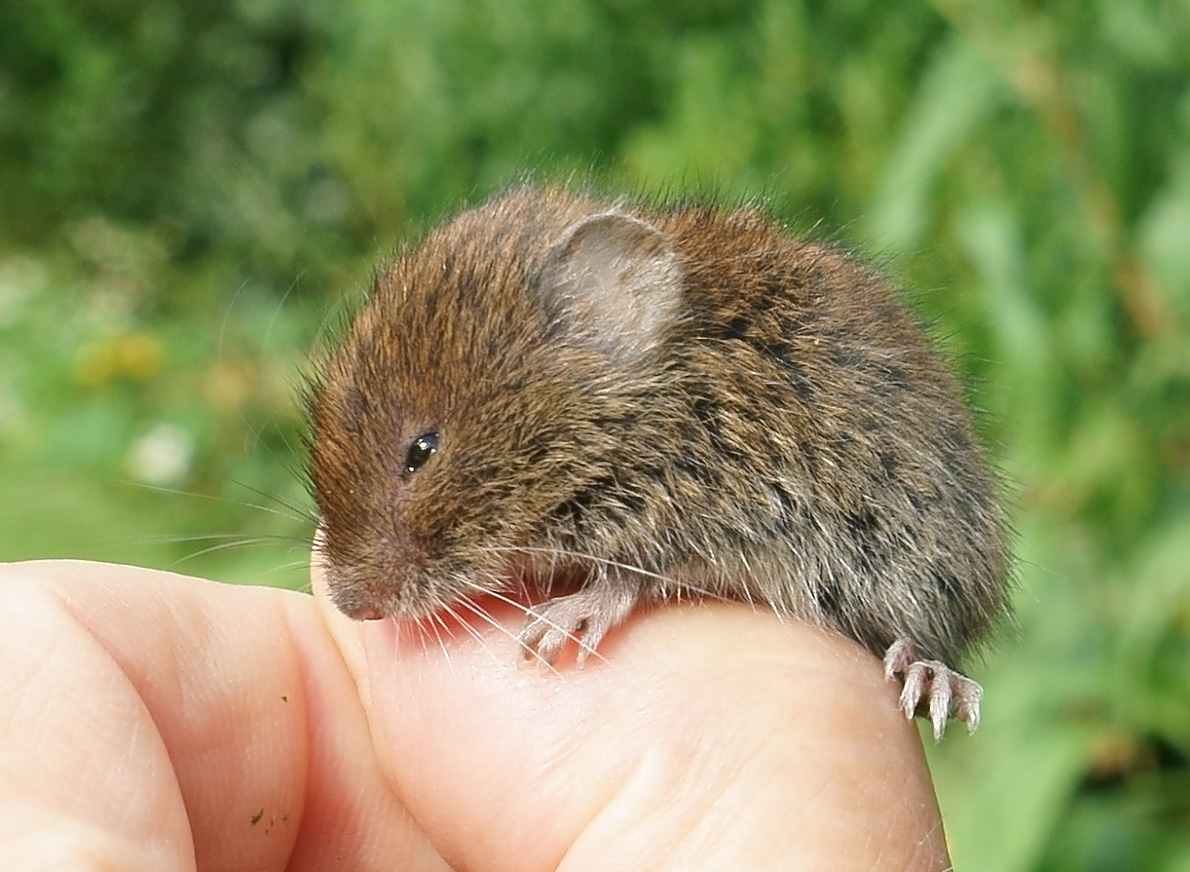

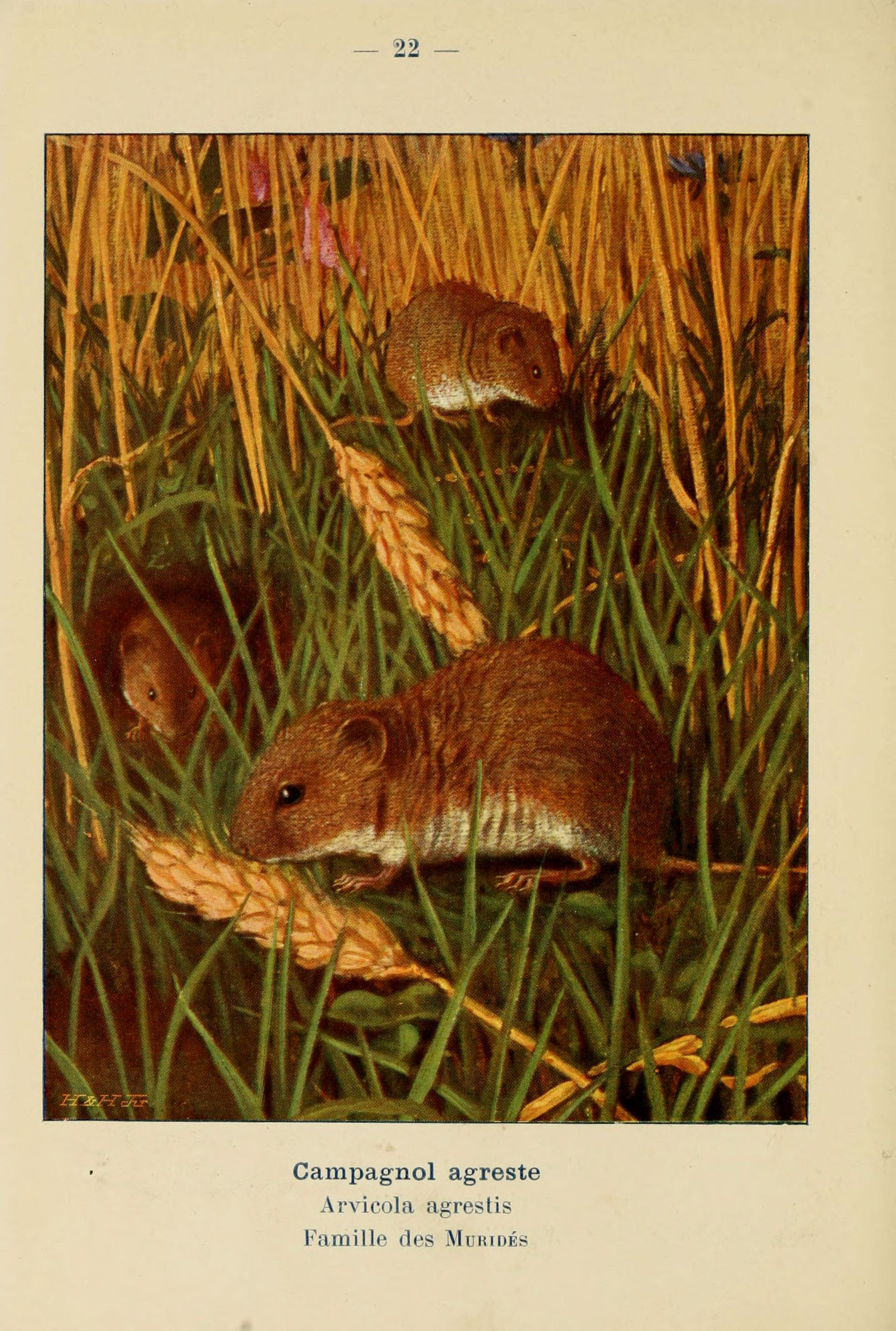
illustratie van René Martin, 1910

De aardmuis is een robuuste woelmuis met een grote kop die breder wordt naar achteren toe, met korte en ronde oren die niet of nauwelijks buiten de vacht uitsteken, kleine, donkere ogen met een diameter van 3,1-3,8 mm en een stompe snuit. De bek is klein en de bovenste snijtanden steken maar een klein beetje uit. De staart is slechts bedekt met weinig haar en er zijn maar liefst twintig ringen per cm te zien ongeveer halverwege. De aardmuis ruit over het algemeen tweemaal per jaar zodat er een dunne vacht is met grove haren in de zomer en een dichte vacht met fijne haren in de winter. De rui lijkt te zijn aangepast aan de omgeving via het hormoonsysteem. Bijnier- schildklier- en, geslachtshormonen lijken verantwoordelijk te zijn voor de regulatie. Exemplaren die in de zomer in Zuid-Engeland zijn geboren, ondergaan een opeenvolging van kleden voordat ze een volwassen vacht krijgen. In december en januari vindt geen haargroei plaats. De jongen zijn donkerder dan volwassenen. De algemene kleur van de rug varieert van donker grijsbruin tot kastanjebruin, met de onderkant puur grijs of lichtbruin. Jongen zijn donkerder dan volgroeide dieren. Het vrouwtje heeft vier paar tepels, twee paar op de borstvinnen en twee paar in de liezen. De achterpoten hebben zes eeltkussentjes, terwijl de voorpoten vijf eeltkussentjes hebben en de binnenste vinger een minuscule knobbel is. De aardmuis heeft een vrij lange, ruige, grijsbruine vacht, vaak roodbruin aangelopen en door zijn tweekleurige staart die donker is aan de bovenkant. De staart is ongeveer een derde van de lengte van kop en romp. De schedel is meer dan half zo breed als lang, terwijl de afstand tussen de oogkassen minimaal 3,3 mm bedraagt. De tandformule van de aardmuis is 1.0.0.31.0.0.3 × 2 = 16, dat wil zeggen een snijtand, geen hoektanden of valse kiezen en drie ware kiezen in elke helft van de bovenkaak, en diezelfde elementen in de onderkaak. De voorste ware kies heeft meer dan zeven velden en vier richels De tweede ware kies heeft een kroon met drie binnenste richels en vijf of minder velden: een voorste lus, twee buitenste en een binnenste gesloten driehoek (dit kenmerk is afwezig bij alle andere Europese woelmuissoorten) en een vijfde veld middenachter op de kroon. De derde ware kies heeft vijf velden: een voorste lus, 3 gesloten driehoeken en een lange eindlus. De lengte van de rij kiezen in de bovenkaak is altijd minder dan 7 mm. Het penisbeen is ruim 3 mm lang en ongeveer 0,5 mm breed aan de basis. De voorvoetafdruk is 6,3-7,7 mm breed en 7,1-8,1 mm lang, de achtervoetafdruk is 6,0-8,0 mm breed en 8,3-9,9 mm lang. Uitwerpselen van de aardmuis zijn groen van kleur en 2,5 mm lang.

### Chromosomen
De aardmuis heeft 25 paar homologe chromosomen (2n=50). De geslachtschromosomen van de aardmuis zijn extreem groot vanwege de opeenhoping van enorme blokken heterochromatine. Het X-chromosoom is bijna 3 keer langer dan het een na grootste chromosoom en het Y-chromosoom is zo lang als de lange arm van het X-chromosoom.

### Ontwikkeling
Jonge aardmuizen zijn bij de geboorte naakt en blind en wegen ongeveer 2 g. De vacht begint tussen de vierde en zesde dag te groeien en de ogen gaan open rond de tiende dag. Het spenen vindt plaats na ongeveer zestien dagen, wanneer de jongen een gewicht van ongeveer 9 g hebben bereikt. De jongen verlaten het nest na drie weken en worden geslachtsrijp na ongeveer zes weken, afhankelijk van het seizoen en de populatiedichtheid. De sterfte onder nestjongen varieert van 20% in het voorjaar tot 50% als er een tekort aan voedsel is. Vrouwtjes worden veel later geslachtsrijp als de dichtheid aan volwassen vrouwtjes hoog is.

### Fossielen
De vroegst bekende fossiele overblijfselen van de aardmuis zijn afkomstig uit het Laat Pleistoceen van Europa. Oudere vondsten worden meestal ingedeeld als de arvalis-agrestis-groep omdat deze twee soorten alleen worden onderscheiden door de tweede echte kies, die in de meeste fossielen ontbreken. Op de Britse eilanden is de voorouder van aardmuis en/of veldmuis aanwezig vanaf het Cromerische interglaciaal en de voorlaatste ijstijd, maar heeft Ierland nooit bereikt. Tanden verzameld op het eiland Jura (een van de Binnen-Hebriden) tussen 1.500 en 2.500 jaar geleden, tonen een voortgaande vereenvoudiging van het patroon van de voorste ware kies sinds die tijd. De aanwezigheid van de aardmuis en/of veldmuis en andere kleine zoogdieren in sedimenten van het Midden Pleistoceen uit Nederland duidt op interglaciale omstandigheden en een overwegend bosrijke omgeving.

### Variatie binnen de soort
Duidelijke geografische variatie wordt gevonden in grootte en kleurpatronen van de aardmuis. Dieren uit Noord-Europa (Schotland, Scandinavië, Noord-Rusland), de Alpen en de Camargue (Frankrijk) zijn groter dan die uit Midden-Europa. In Engeland en Zweden neemt de omvang toe van zuid naar noord. Grootte neemt ook toe op grotere hoogte. Individuen met een donkere vacht op de rug komen voor in Scandinavië en Schotland, en individuen met een lichtere vacht zijn te vinden in Midden-Europa, Zuid-Engeland en het noordelijkste deel van Scandinavië. Mannetjes zijn gemiddeld iets groter dan vrouwtjes in lichaams- en schedelafmetingen in sommige populaties, maar vertonen weinig of geen seksuele dimorfie in andere populaties. De kleur van de vacht kan ook agouti, bleek of bont zijn en melanisme is zeer zeldzaam.

### Verschillen met gelijkende soorten
De Euraziatische aardmuis en de Noord-Amerikaanse graslandwoelmuis (Microtus pennsylvanicus) zijn uiterlijk bijna niet te onderscheiden. Deze sterke overeenkomst is echter het resultaat van convergente evolutie. Zowel het karyotype als de volgorde van het DNA van het cytochroom-b-gen laten duidelijk zien dat de aardmuis en de graslandwoelmuis afzonderlijke soorten zijn. Alleen de Provençaalse woelmuis (M. duodecimcostatus) en de Baskische woelmuis (M. lusitanicus) hebben kortere staarten dan de aardmuis, alle andere soorten hebben langere staarten. De aardmuis lijkt erg op de veldmuis (M. arvalis), maar die heeft een geelbruine vacht, is iets kleiner (kop-romplengte 90-120 mm, lichaamsgewicht 14-40 g) en heeft een langere staart.

## Taxonomie
De aardmuis heeft allerlei variaties in kleur en grootte afhankelijk van de plaats en dit heeft geleid tot het onderscheiden van vele vormen. Het dier werd voor het eerst beschreven door Carl Linnaeus in de tweede druk van zijn boek Fauna Svecica uit 1761 en hij gaf deze de wetenschappelijk naam Mus agrestis. Maar in 1766 gaf hij ook een andere naam aan deze soort, namelijk Mus gregarius. In 1792 stelde Robert Kerr voor om de aardmuis te beschouwen als ondersoort van de veldmuis en gaf deze daarom de naam Mus arvalis subsp. nigricans. De Britse arts J.C. Bellamy gaf in 1839 aan een exemplaar uit Zuid-Engeland de naam Arvicola hirta. Edmond de Selys Longchamps onderscheidde een vorm uit Zwitserland en het noorden van Frankrijk als Arvicola bailloni, en Leonard Jenyns een vorm uit Perthshire in Scotland als Arvicola neglecta, beide in 1841. In 1844 volgde Jean Crespon met een vorm uit zuidelijk Frankrijk die hij Arvicola levernedii noemde, en zoöloog en archeoloog Sven Nilsson noemde een vorm uit Östergötland in Zweden Lemmus insularis. De Sélys Longchamps onderscheidde Arvicola britannicus uit England and Scotland in 1847. In 1865 volgde José Vicente Barbosa du Bocage met een vorm uit Portugal die hij Arvicola rozianus noemde. Vanaf die tijd wordt er variatie beschreven binnen de soort zoals door Victor Fatio te weten Arvicola agrestis subsp. nigra uit Bern in 1869, subsp. rufa in 1900 ten zuiden van het Meer van Genève, subsp. angustifrons uit Zermatt, en subsp. latifrons bij Luzern, beide in 1905. In 1908 onderscheidde de Amerikaanse zoöloog Gerrit Smith Miller Jr. subsp. exsul van North Uist. In 1909 hernoemde Richard Lydekker de vorm van Nilsson als Microtus agrestis var. insularis. Oldfield Thomas onderscheidde in 1911 een vorm uit Mongolië als Microtus agrestis var. mongol en in 1912 een vorm uit Dzjoengarije als var. arcturus. Gerald Edwin Hamilton Barrett-Hamilton en Martin Hinton onderscheidden op de Binnen-Hebriden subsp. mial van Eigg, subsp. luch van Muck en subsp. macgillivrayii van Islay in 1913. I.G.S. Montagu beschreef subsp. fiona van het eiland Gigha in 1922 en subsp. punctus uit Slovenië in 1923. In 1924 volgden Microtus hirtus subsp. orioecus uit noordelijk Spanje door Ángel Cabrera, Microtus agrestis subsp. pannonicus uit Hongarije door J. Ehik en subsp. tridentinus uit de Italiaanse Alpen door Giambattista Dal Piaz. Edwin Reinwaldt vond de dieren op de Abruka en Vilsandi eilanden in Estland voldoende afwijkend om ze te onderscheiden als subsp. estiae in 1927. In 1928 volgde Ehik met subsp. wettsteini uit Karinthië. Vasily N. Skalon meende dat een vorm uit het noordwesten van Siberië voldoende verschilde om die subsp. ognevi te noemen in 1935. In 1938 voegde V.A. Melander daar subsp. pallida uit de omgeving van Smolensk aan toe. Sergej Ognjov beschreef subsp. argyropoli uit het zuidelijke Oeral gebergte in 1944. Vladimir Geptner stelde in 1935 voor de naam van Skalon te vervangen door subsp. scaloni, in 1950 wilde Ognjov de door hem gegeven naam verbeteren tot subsp. argyropuli, en in 1958 stelde Miklós Kretzoi voor om subsp. wettsteini te vervangen door Microtus agrestis subsp. carinthiacus. Tot slot onderscheidden Henri Heim de Balsac en F. de Beaufort in 1966 nog subsp. nez-groezi uit Morbihan en subsp. armoricanum uit Finistère.

### Naamgeving
De geslachtsnaam Microtus is de samentrekking van de Griekse woorden μικρός (micros), dat klein betekent, en οὖς (ous) voor oor, en de soortnaam agrestis is een Latijns woord dat "uit het veld" betekent.

## Verspreiding, populatieomvang en leefgebied
Aardmuizen leven in ruige graslanden, weiden, bosranden, jonge boomplantages, open bossen, duinen en bergen, zolang er voldoende hoog gras is. In de Alpen komen ze tot op 1900 meter hoogte voor. De aardmuis heeft een voorkeur voor vochtige streken, zij het niet zo vochtig als de Noordse woelmuis.
De territoria van volwassen aardmuizen in Finland is tussen 400 en 800 m2 groot. In het voortplantingsseizoen breiden mannetjes hun territorium uit tot 1000 of 1500 m2, en het valt dan samen met dat van diverse vrouwtjes. In de natuur wordt de aardmuis maximaal ongeveer anderhalf jaar oud, maar in gevangenschap ruim drie jaar. Heel veel jongen sterven tijdens hun eerste levensmaand met name als die in de zomer valt. Vaak zijn er meer vrouwtjes in een populatie dan mannetjes omdat er heel veel jonge mannetjes doodgaan als ze op zoek zijn naar een territorium. Gebrek aan voedsel in de winter blijkt een belangrijker effect te hebben op de populatiedichtheid dan predatie. Elke twee tot zes jaar kan de populatiedichtheid een piek bereiken. Wanneer de populatiedichtheid hoog is, ontstaat er schade aan natuurlijke vegetatie en landbouwgewassen. De meest in het oog springende schade is het ringen van stammen van gecultiveerde bomen, meestal onder het sneeuwdek. In de tuinbouw is de appelboom het meest voorkomende schadegeval, terwijl in de bosbouw meerdere loof- en naaldbomen schade kunnen oplopen.
In zuidelijke gebieden wisselt de populatieomvang veel minden dan in het noorden, waar er relatief meer vrouwtjes aan de voortplanting deelnemen.
De aardmuis komt voor in Noord- en Midden-Europa strekt van Scandinavië tot de Alpen, Pyreneeën, Galicië en Noord-Portugal en van Engeland, Schotland en nabijgelegen kleine eilanden oostwaarts tot voormalig Joegoslavië, en in noordelijk Azië van de zuidelijke Oeral, het Altajgebergte (Mongolië), het Baikalmeer, de regio Amoer, de kraj Primorje (Rusland), Korea, en het noordwesten van China, tot de Japanse zee, Zee van Ochotsk, het schiereiland Kamtsjatka, de Beringzee en de kust van de Noordelijke IJszee, Wrangel en Nova Zembla. De soort is afwezig in IJsland, Ierland, het Kola schiereiland, Sachalin en Japan.

## Gedrag

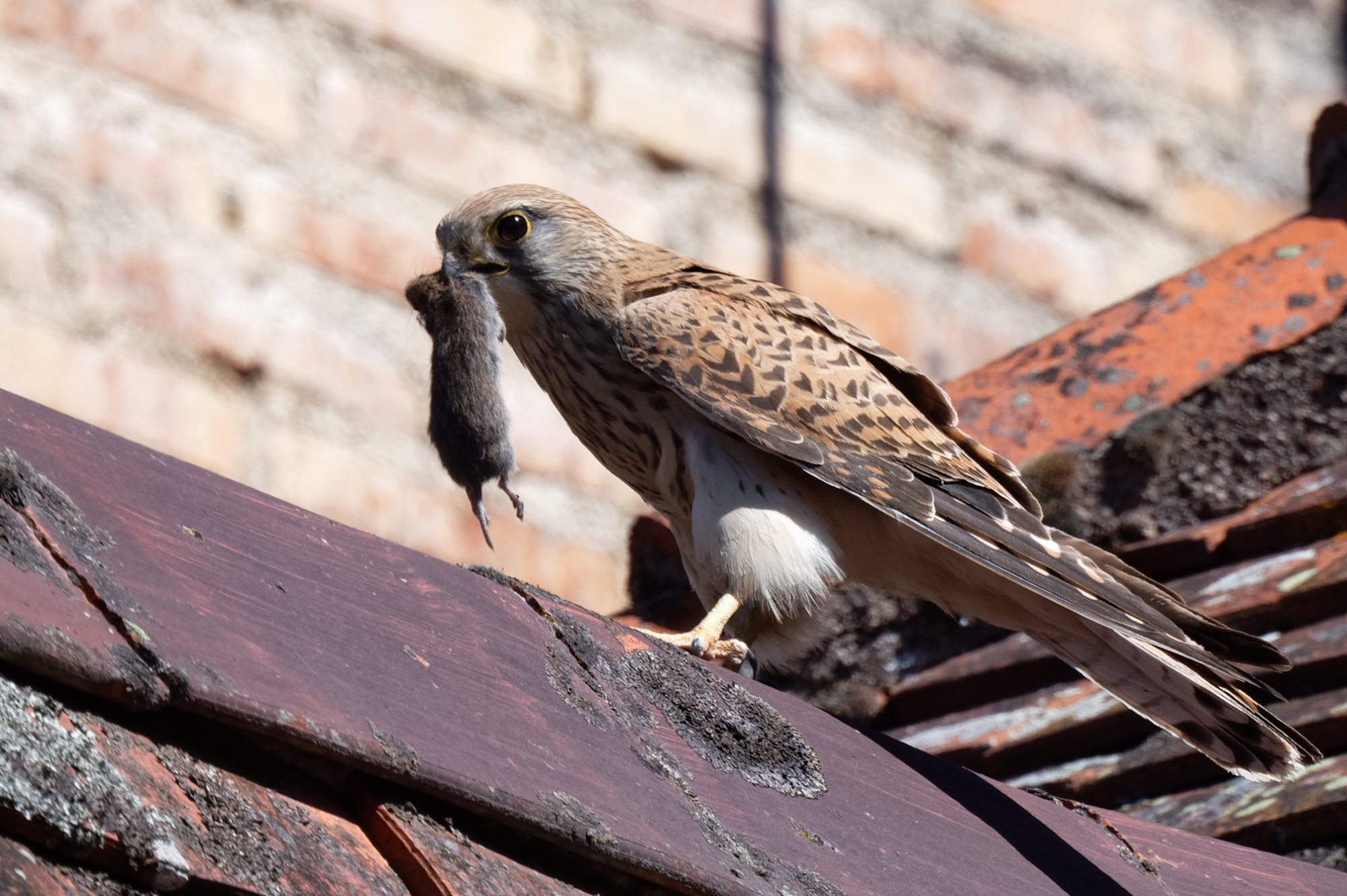
torenvalk met prooi

De aardmuis is over het algemeen gedurende de zomer 's nachts actief, waarschijnlijk als gevolg van hogere dagtemperaturen, en in de winter meer overdag als gevolg van koudere nachten. Jongen zijn over het algemeen meer nachtdieren dan volwassenen. De dieren zijn minder actief bij regenval omdat dan de temperaturen ook omlaag gaan. De aardmuis houdt geen winterslaap en is dus het hele jaar door actief. Tijdens de jaarlijkse piek in de populatieomvang is het dier overwegend overdag actief, in het bijzonder rondom zonsopgang en zonsondergang gedurende ongeveer 2-2,5 uur. Als de populatie later in juli en augustus weer afneemt, worden ze 's nachts actiever. Nog later in het jaar, als de populatiedichtheid en de temperatuur nog lager neemt de activiteit overdag weer toe maar er zijn de dieren niet extra actief bij zonsop- en zonsondergang. Als er veel vrouwtjes zijn, hebben mannetjes kleinere leefgebieden en verplaatsen ze zich over kortere afstanden. In verschillende populaties vindt halverwege de zomer een afname van de populatiedichtheid plaats. Deze periode wordt gekenmerkt door toenemende territorialiteit, meer sterfte onder de jongen en een algemene afname van de populatiedichtheid.

### Voedsel
De aardmuis eet bladeren en stengels van grassen, tweezaadlobbigen en varens en zaden van de meer sappige plantensoorten in de lente en de zomer. De aardmuis geeft de voorkeur aan kleine planten waarvan de eetbare delen makkelijk bereikbaar zijn. Heel soms worden dierlijke prooien gevangen zoals maden. Lokaal lijkt de voedselvoorkeur verband te houden met de smakelijkheid en de voedingswaarde van beschikbare planten. Het eiwitgehalte is de belangrijkst factor die het individuele welzijn bepaalt en daarmee uiteindelijk de populatiegroei. Een veldexperiment bevestigde dat de voedingskwaliteit van ruwvoer een bron kan zijn van jaarlijkse variatie in de dichtheid en groeisnelheid van populaties door rechtstreekse invloed te hebben op het aandeel vrouwtjes in totaal, drachtig en zogend.

### Voortplanting
De voortplanting bij aardmuizen is seizoensgebonden en vindt in Midden-Europa plaats tussen februari en oktober, maar kan in andere gebieden doorlopen tot november of december. De periode waarin de meeste paringen plaatsvinden is juni-augustus en de meeste jongen worden dan ook geboren in de zomer of vroege herfst. Paringen vroeg in het jaar komen het meest voor bij dieren in een goede conditie. In het voorjaar wanneer wanneer de populatiedichtheid hoog is, zijn de vrouwtjes verspreid paringsbereid, maar in de nazomer is de paringsbereidheid meer gesynchroniseerd en worden de mannetjes territoriaal. De eisprong wordt uitgelokt door paring of door de aanwezigheid van geslachtsrijpe mannetjes door middel van aanraking, geluiden of deze te zien. Mannetjes kunnen een reeds begonnen zwangerschap blokkeren. Soms hebben de jongen in hetzelfde nest verschillende vaders. De draagtijd is 18-21 dagen. Er worden in het wild twee tot zeven jongen tegelijkertijd geboren. Per jaar heeft een vrouwtje gemiddeld 3,6 nesten met een tussentijd van ongeveer twintig dagen. Er worden bij aardmuizen ongeveer evenveel mannetjes als vrouwtjes geboren, maar tijdens het voortplantingseizoen sterven er minder vrouwtjes. Dit geldt vooral als de populatiedichtheid groot is. Mogelijk is het voortplantingssucces van de aardmuis een bruikbare biomarker om de mate van verstoring van het milieu te meten.

### Predatie
De buizerd (Buteo buteo), steenarend (Aquila chrysaetos), torenvalk (Falco tinnunculus), blauwe kiekendief (Circus cyaneus), Kerkuil (Tyto alba), ransuil (Asio otus) , velduil (Asio flammeus), bosuil (Strix aluco), Oeraluil (Strix uralensis) en dwerguil (Glaucidium passerinum) jagen allemaal op aardmuizen. In Finland worden mannetjes vaker door Oeral-uilen gegrepen dan vrouwtjes. De kans dat een aardmuis wordt gegrepen wordt niet groter als gevolg van infectieziekten. Predatie van de torenvalk heeft weinig invloed op de zwangerschapspercentages, de gemiddelde worpgrootte of de groeisnelheid van aardmuizen. De aardmuis is misschien wel het belangrijkste voedsel van meer soorten roofdieren dan enig ander zoogdier, voornamelijk vanwege zijn grote aantallen. Roofdieren die aardmuizen vangen zijn onder meer de das (Meles meles), wezel (Mustela nivalis), hermelijn (Mustela erminea), bunzing (Mustela putorius), boommarter (Martes martes), huiskat (Felis catus), wilde kat (Felis silvestris) en vos (Vulpes vulpes). Ook adders (Vipera berus) jagen op aardmuizen. Grote populaties van gespecialiseerde roofdieren hebben een duidelijke invloed op de piek van de aardmuizenpopulatie in Noord-Europa. Bijna alle aardmuizen worden uiteindelijk door roofdieren opgegeten. Twee gespecialiseerde woelmuisjagers, de wezel en de torenvalk, en twee niet gespecialiseerde roofdieren, de vos en de kat, consumeren samen 85% van de totale hoeveelheid aardmuizen die door roofdieren wordt gevangen. Voedseltekort in de winter is een belangrijkere factor bij het reguleren van de dichtheid van de populaties aardmuizen dan predatie.

## Waarnemingen in Nederland en België
- Kaarten met waarnemingen:

- België
- Nederland
- wereldwijd

- Verspreiding in Nederland volgens NDFF Verspreidingsatlas